# كوب كيو كيورا (تشيلي)
كوب كيو كيورا (بالإسبانية: Cobquecura) هي بلدية تقع في تشيلي في Ñuble Province. يقدر عدد سكانها بـ 5,043 نسمة ومساحتها 570.3 كم2 وترتفع عن سطح البحر 124 متر.